# Key West International Airport

i7
i11
i13
Der Key West International Airport (IATA-Code: EYW, ICAO-Code: KEYW) ist ein öffentlicher Flughafen, der drei Kilometer östlich des Stadtzentrums von Key West, Florida liegt. Der IATA-Code startet mit dem zweiten Buchstaben des Namens, weil „K“ ein reservierter Block ist. Flüge, die von dem Flughafen starten, haben oftmals strikte Gewichtsbeschränkungen wegen der Kürze der Start- und Landebahn.

## Fluglinien und ziele
Der Flughafen wird von mehreren amerikanischen Airlines im nationalen Verkehr angeflogen.

## Navigationshilfen
Der Tower (TWR) sendet und empfängt auf der Frequenz: 118.2 MHz.
Der Flughafen verfügt über verschiedene Navigationshilfen.
Das ungerichtete Funkfeuer (NDB) sendet auf der Frequenz: 332 kHz mit der Kennung: FIS.
Das Drehfunkfeuer (VOR) sendet auf Frequenz: 113.5 MHz mit der Kennung: EYW.

## Zwischenfälle
- Am 29. Oktober 1960 wurde eine Douglas DC-3 der Cubana (Luftfahrzeugkennzeichen unbekannt) durch den  Kopiloten auf einem Flug in Kuba entführt und zur Landung in Key West gezwungen. Dabei wurde der Air Marshal erschossen.[1]

- Am 16. April 1979 verunglückte eine Convair CV-440 des US-amerikanischen Besitzers Jose Benitez (N94480) nach einem Triebwerksausfall bei der Landung auf dem Flughafen Key West. Das Flugzeug wurde irreparabel beschädigt. Beide Besatzungsmitglieder, die einzigen Insassen, überlebten den Unfall.[2]